# Željine
Željine (Servisch cyrillisch Жељине) is een plaats in de Servische gemeente Čajetina. De plaats telt 153 inwoners (2002).